# 比弗貝 (明尼蘇達州)
比弗貝（英語：Beaver Bay）是一個位於美國明尼蘇達州萊克縣的城市。

## 人口
根據2020年美國人口普查的數據，比弗貝的面積為2.07平方千米，皆為陸地。當地共有人口120人，而人口密度為每平方千米58人。